# Illusioni: Le avventure di un messia riluttante
(Antico detto cinese citato nel libro)
Illusioni: Le avventure di un messia riluttante è un romanzo breve scritto dallo scrittore statunitense Richard Bach e pubblicato nel 1977, dopo il successo di Il gabbiano Jonathan Livingston.

## Curiosità
- Le prime pagine del romanzo appaiono come scritte in corsivo, con un pennarello, sui fogli di un vecchio quaderno a righe. Questo perché si vuol rappresentare il racconto scritto di pugno da Richard, secondo le indicazioni di Donald.

## Edizione consultata
Richard Bach, Illusioni: Le avventure di un messia riluttante, traduzione di Bruno Oddera, collana Superbur, Rizzoli editore, 1980,  p. 160, ISBN 88-17-11359-X.